# Equitable Building (Denver)
Equitable Building es un edificio histórico de oficinas comerciales ubicado en 730 17th Street en la ciudad de Denver, Colorado (Estados Unidos).

## Descripción e historia
De pie a una altura de 38 metros con 9 pisos, la torre de oficinas con estructura de acero se convirtió en el edificio más alto de la ciudad después de su finalización en 1892, y retuvo ese título hasta 1911, cuando fue superado por Daniels & Fisher Tower. Es un excelente ejemplo de la arquitectura neorrenacentista italiana de su época, con sus numerosos conjuntos de ventanas arqueadas y el granito tallado de forma ornamentada que definen su apariencia.
El edificio, diseñado por Jaques y Rantoul Andrews y construido durante el auge de la construcción en Denver de principios de la década de 1890. Fue muy vanguardista para su época en la utilización de muchos avances tecnológicos recientes y su infraestructura autosuficiente. Como se menciona en su designación NRHP, "Hasta el día de hoy, el pozo artesiano en el sótano todavía funciona con los ascensores, de los cuales hay ocho. Todas las habitaciones tenían radiadores; la mayoría tenían inodoros y agua fría y caliente, y muchas también tenían chimeneas de gas. Los costos de construcción del edificio ascendieron a 1,5 millones de dólares.
Fue incluido en el Registro Nacional de Lugares Históricos el 9 de enero de 1978.